# Homosexualität in Nordmazedonien

Geografische Lage von Nordmazedonien

Homosexualität ist in Nordmazedonien in Teilen der Gesellschaft tabuisiert.

## Legalität
Homosexuelle Handlungen sind in Nordmazedonien seit 1996 legal. Ein Antidiskriminierungsgesetz zum Schutz der sexuellen Orientierung, das als Voraussetzung für einen EU-Beitritt vom Europäischen Parlament gefordert wird, wurde im Mai 2019 parlamentarisch verabschiedet.

## Anerkennung gleichgeschlechtlicher Paare
In Nordmazedonien ist weder eine gleichgeschlechtliche Ehe noch eine eingetragene Partnerschaft gesetzlich zugelassen. Eine gesetzliche Anerkennung gleichgeschlechtlicher Paare von staatlicher Seite steht bisher aus. Im September 2013 sowie im Januar 2015 scheiterten Versuche die gleichgeschlechtliche Ehe verfassungsrechtlich zu verbieten.

## Gesellschaftliche Situation
Eine kleine homosexuelle Gemeinschaft gibt es nur in der Hauptstadt Skopje. Ein Bündnis für sexuelle und gesundheitsbezogene Rechte setzt sich im Land für die Rechte homosexueller Menschen ein.